# Кольчужные сомы-ацестридиумы
Кольчужные сомы-ацестридиумы (лат. Acestridium) — род лучепёрых рыб из семейства кольчужных сомов.

## Описание
Общая длина представителей этого рода колеблется от 4,9 до 7 см. Имеют определённое сходство с сомами рода Farlowella. Голова сильно уплощена с боков и сверху, вытянута, окончание рыла закруглённое или овальное. Глаза крошечные, рот умеренно широкий. Туловище расширено за головой. Все плавники небольшого размера. Спинной плавник имеет 7—8 мягких лучей, анальный — 4—6. Грудные плавники толстые, с зазубренными лучами. У большинства видов на брюхе отсутствуют костные пластинки, кроме Acestridium triplax. Жировой плавник отсутствует.
Окраска зелёная или коричневая с разными оттенками.

## Образ жизни
Это донные рыбы. Встречаются в мелких лесных ручьях не более метра глубиной, с прозрачной или немного мутной водой и умеренным течением. Предпочитают песчаное дно, без растительности, которая должна расти у берегов. Питаются мелкими бентосными организмами.

## Распространение
Обитают в бассейнах рек Ориноко (приток Инириду), Рио-Негро, Мадейра и Тапажос в пределах Колумбии, Венесуэлы и Бразилии.

## Классификация
На апрель 2018 года в состав рода включают 7 видов:
- Acestridium colombiense Retzer, 2005
- Acestridium dichromum Retzer, Nico & Provenzano, 1999
- Acestridium discus Haseman, 1911 — Дисковидный кольчужный сом
- Acestridium gymnogaster Reis & Lehmann-A., 2009
- Acestridium martini Retzer, Nico & Provenzano, 1999
- Acestridium scutatum Reis & Lehmann-A., 2009
- Acestridium triplax Rodriguez & Reis, 2007